# Liste de magazines de jeux vidéo
Cet article dresse la liste de magazines de jeux vidéo, c'est-à-dire l'ensemble des titres de magazines de l'univers de la presse vidéoludique.
- Haut – A
- B
- C
- D
- E
- F
- G
- H
- I
- J
- K
- L
- M
- N
- O
- P
- Q
- R
- S
- T
- U
- V
- W
- X
- Y
- Z

## 0-9
- 100% Consoles (fr) (France)
- 360 (en) (en) (Royaume-Uni)
- 360 Gamer (en) (en) (Royaume-Uni)
- 3DO Magazine (en) (Royaume-Uni)
- 64 Extreme (en) (Royaume-Uni)
- 64 Magazine (en) (Royaume-Uni)
- 64 Player (fr) (France)
- 64 Solutions (en) (Royaume-Uni)

## A
- ACE (en) (Royaume-Uni)
- Actu & Soluces 64 (fr) (France)
- Advance (en) (Royaume-Uni)
- Aktueller Software Markt (de) (Allemagne)
- Am-Mag (fr) (France)
- Amiga Action (en) (Royaume-Uni)
- Amiga Dream (fr) (France)
- Amiga Force (en) (Royaume-Uni)
- Amiga Format (en) (Royaume-Uni)
- Amiga Joker (de) (Allemagne)
- Amiga Power (en) (Royaume-Uni)
- Amstar (fr) (France)
- Amstrad Acción (es) (Espagne)
- Amstrad Action (en) (Royaume-Uni)
- Amstrad Cent pour cent (fr) (France)
- Amstrad Magazine (fr) (France)
- Amstrad PC (fr) (France)
- Amstradebdo (fr) (France)
- Amtix (en) (Royaume-Uni)
- Amusement (fr) (France)
- Analog Computing (en) (États-Unis)
- Antic (en) (États-Unis)
- Arcade (en) (Royaume-Uni)
- Arcades Hebdo (fr) (France)
- Arkadia Magazine (fr) (France)
- Astuces Mania (fr) (France)
- Atari Age (en) (États-Unis)

## B
- Background (fr) (France)
- Banzzaï (fr) (France)
- Bestseller Games (fr) (France)

## C
- Canard PC (fr) (France)
- CD Consoles (fr) (France)
- CD Jeux (fr) (France)
- CD Loisirs (fr) (France)
- CD-Action (pl) (Pologne)
- Club Nintendo (fr) (France)
- Commodore Format (en) (Royaume-Uni)
- Commodore Force (en) (Royaume-Uni)
- Commodore User (en) (Royaume-Uni)
- Comptiq (ja) (Japon)
- Compute! (en) (États-Unis)
- Computer and Video Games (en) (Royaume-Uni)
- Computer Gamer (en) (Royaume-Uni)
- Computer Games Magazine (en) (États-Unis)
- Computer Gaming World (en) (États-Unis)
- Computer idea (it) (Italie)
- Consoles + (fr) (France)
- Consoles' Mania (fr) (France)
- Consoles Max (fr) (France)
- Consoles Micro (fr) (France)
- Consoles News (fr) (France)
- Crash (en) (Royaume-Uni)
- Crazy Games (fr) (France)
- Cube (en) (Royaume-Uni)
- Cyberstratège (fr) (France)

## D
- DC-UK (en) (en) (Royaume-Uni)
- Dengeki G's Magazine (ja) (Japon)
- Dengeki Nintendo (ja) (Japon)
- Dengeki PlayStation (ja) (Japon)
- Develop (en) (Royaume-Uni)
- Diànzǐ Yóuxì Ruǎnjiàn (zh) (Chine)
- Dofus Mag (fr) (France)
- Donya ye Bazi (fa) (Iran)
- Dreamcast Fan (ja) (ja) (Japon)
- Dreamcast Magazine (ja) (Japon)
- Dreamcast, le magazine officiel (fr) (France)
- Dreamcast Magazine (en) (Royaume-Uni)
- Dreamcast Player (fr) (France)
- Dreamzone (fr) (France)

## E
- E-mulez (fr) (Luxembourg)
- Écran Partagé (fr) (Canada)
- Edge (en) (Royaume-Uni)
- Electric Brain (en) (Royaume-Uni)
- Electronic Fun with Computers and Games (en) (États-Unis)
- Electronic Games (en) (États-Unis)
- Electronic Gaming Monthly (en) (États-Unis)
- Extreme PlayStation (en) (Royaume-Uni)

## F
- Family Computing (en) (États-Unis)
- Famitsu (ja) (Japon)

## G
- Gamatomic (fr) (France)
- Game, The (fr) (France)
- Game Boy Advance, le magazine officiel (fr) (France)
- Game Culture Collection (fr) (France)
- Game Developer Magazine (en) (États-Unis)
- Game Development Magazine (fr) (France)
- Game Dream (fr) (France)
- Game Geek (fr) (France)
- Game Industry Report Magazine (en) (États-Unis)
- Game Informer (en) (États-Unis)
- Game Machine (ja) (Japon)
- Game Mag (fr) (France)
- Game Players (en) (États-Unis)
- GameFan (en) (États-Unis)
- GameFan (France)
- Gamelive PC (fr) (France)
- GameNow (en) (États-Unis)
- GameOn (fr) (France)
- GamePlay 64 (fr) (France)
- GamePlay 128 (fr) (France)
- GamePlay RPG (fr) (France)
- GamePro (en) (États-Unis)
- Games (en) (États-Unis)
- Games (fr) (France)
- Games for Windows: The Official Magazine (en) (États-Unis)
- Games Machine, The (en) (Royaume-Uni)
- Games Machine, The (it) (Italie)
- GamesMaster (en) (Royaume-Uni)
- GameStar (de) (Allemagne)
- Gamest (ja) (Japon)
- GamesTM (en) (Royaume-Uni)
- Game Test (fr) (France)
- Gaming (fr) (France)
- Gekkan Arcadia (ja) (Japon)
- GeeKulture (fr) (Algérie)
- Gemaga (ja) (Japon)
- Gen4 (fr) (France)
- Gen4 Consoles (fr) (France)
- Giga Jeux (fr) (France)
- Giochi per il mio computer (it) (Italie)

## H
- Hardcore Gamer (en) (États-Unis)
- Hardcore Gamers (fr) (France)
- Hebdogiciel (fr) (France)
- Hobby Consolas (es) (Espagne)
- Hoog Spel (nl) (Pays-Bas)
- Hyper (en) (Australie)

## I
- Icare : L'envol du jeu vidéo (fr) (France)
- IG Magazine (fr) (France)
- Immersion (fr) (France)
- Irrompibles (es) (Argentine)

## J
- JDLi (fr) (France)
- Jeux & Stratégie (fr) (France)
- Jeux Électroniques (fr) (France)
- Jeux vidéo Magazine (fr) (France)
- Jeux Vidéo PC (fr) (France)
- Joypad (fr) (France)
- Joystick (fr) (France)
- JoyStik (en) (États-Unis)
- JV : Culture jeu vidéo (fr) (France)
- JV Market (fr) (France)

## K
- Kids' Mania (fr) (France)
- Kill Screen (en) (États-Unis)

## L
- Laabstore (fr) (Algérie)
- LeveL (cs) (République tchèque)
- LeveL (tr) (Turquie)
- Living Action Game (fr) (France)
- Loading, la passion du jeu vidéo (fr) (France)

## M
- Market for Computer and Video Games, The (en) (Royaume-Uni)
- Mean Machines (en) (Royaume-Uni)
- Mega Force (fr) (France)
- Le Mensuel du jeu vidéo (fr) (France)
- Micr'Oric (fr) (France)
- Micro Kid's Multimédia (fr) (France)
- Micro News (fr) (France)
- Micro Simulateur Magazine (fr) (France)
- Micro User, The (en) (Royaume-Uni)
- Micromanía (es) (Espagne)
- MicroHobby (es) (Espagne)
- Monthly Arcadia (ja) (Japon)
- MyM (en) (Royaume-Uni)

## N
- Next Games (fr) (France)
- Next Generation (en) (États-Unis)
- NF Magazine (en) (États-Unis)
- NGamer (en) (Royaume-Uni)
- NGC Magazine (en) (Royaume-Uni)
- Nintendo Fun Club (en) (États-Unis)
- Nintendo Magazine (fr) (France)
- Nintendo Magazine System (en) (Australie)
- Nintendo, le magazine officiel (fr) (France)
- Nintendo La Rivista Ufficiale (it) (Italie)
- Nintendo 3DS, le magazine officiel (fr) (France)
- Nintendo DS, le magazine officiel (fr) (France)
- Nintendo Player (fr) (France)
- Nintendo Power (en) (États-Unis)
- Nintendo Dream (en) (ja) (Japon)
- Nintendo World (pt) (Brésil)
- Nöjesguiden (sv) (Suède)

## O
- Official Dreamcast Magazine (en) (États-Unis / Royaume-Uni)
- Official Nintendo Magazine (en) (Royaume-Uni / Australie)
- Official U.S. PlayStation Magazine (en) (États-Unis)
- Official Xbox Magazine (en) (États-Unis / Royaume-Uni)
- One, The (en) (Royaume-Uni)
- Oyungezer (tr) (Turquie)

## P
- Page 6 (en) (États-Unis)
- PC Engine Fan (ja) (Japon)
- PC Format (en) (Royaume-Uni)
- PC Fun (fr) (France)
- PC Gamer (en) (États-Unis / Royaume-Uni)
- PC Games (de) (Allemagne)
- PC Games (en) (Royaume-Uni)
- PC Jeux (fr) (France)
- PC Mania (bg) (Bulgarie)
- PC Player (de) (Allemagne)
- PC Player (fr) (France)
- PC PowerPlay (en) (Australie)
- PC Team (fr) (France)
- PC World (en) (États-Unis)
- PC Zone (en) (Royaume-Uni)
- PC4War (fr) (France)
- Pelaaja (fi) (Finlande)
- Pelit (fi) (Finlande)
- Personal Computer Games (en) (Royaume-Uni)
- Pilot Video (hr) (Yougoslavie / Croatie)
- Pirat'z (fr) (France)
- Pix'n Love (fr) (France)
- Planet PC (en) (Royaume-Uni)
- Play (en) (Royaume-Uni)
- Play (zh) (Chine)
- Play Games (fr) (France)
- Play Guide (fr) (France)
- Play Meter (en) (États-Unis)
- Playbox (fr) (France)
- Player (fr) (France)
- Player One (fr) (France)
- Player Spirit (fr) (France)
- Player Station (fr) (France)
- Player Two (fr) (France)
- Playmag (fr) (France)
- PlayPower (fr) (France)
- PlayStation Magazine (fr) (France)
- PlayStation 2 Magazine (fr) (France)
- PlayStation, le magazine officiel (fr) (France)
- PlayStation Magazine Ufficiale (it) (Italie)
- PlayStation: The Official Magazine (en) (États-Unis)
- PlayStation Official Magazine - Australia (en) (Australie)
- PlayStation Official Magazine - UK (en) (Royaume-Uni)
- PlayStation Power (en) (Royaume-Uni)
- PlayStation Pro (en) (Royaume-Uni)
- Playzone DVD (fr) (France)
- Pocket Magazine (fr) (France)
- Power Unlimited (nl) (Pays-Bas)
- PS one Magazine (fr) (France)
- PSM2 (fr) (France)
- PSM2 (en) (en) (Royaume-Uni)
- PSM3 (fr) (France)
- PSM3 (en) (en) (Royaume-Uni)
- Pure Nintendo Magazine (en) (États-Unis)

## R
- Retro Game (fr) (France)
- Retro Gamer (en) (Royaume-Uni)
- Retro Gamer Collection (fr) (France)
- Retro-Mag (fr) (France)
- Retro Player (fr) (France)
- Retro vers le futur (fr) (France)
- Revista Oficial Nintendo (es) (Espagne)
- Revival (fr) (France)
- Role Playing Game (fr) (France)
- RPG Magazine (fr) (France)
- RPG. (fr) (France)

## S
- Sankari (fi) (Finlande)
- Screenfun (fr) (France)
- Secret Service (pl) (Pologne)
- Sega Force (en) (Royaume-Uni)
- Sega News (fr) (France)
- Sega Power (en) (Royaume-Uni)
- Sega Saturn Magazine (en) (Royaume-Uni)
- Sega Visions (en) (États-Unis)
- Sims Magazine, Les (fr) (France)
- Sinclair User (en) (Royaume-Uni)
- SKOAR! (hi) (Inde)
- Softalk (en) (États-Unis)
- Sonic Mag (fr) (France)
- SOS Jeux (fr) (France)
- SOS Play (fr) (France)
- ST Format (en) (Royaume-Uni)
- ST Magazine (fr) (France)
- STart (en) (États-Unis)
- StratéJ (fr) (France)
- Super GamePower (pt) (Brésil)
- Super Play (en) (Royaume-Uni)
- Super PLAY (sv) (Suède)
- Super Power (fr) (France)
- Supersonic (fr) (France)
- Svet kompjutera (sr) (Serbie)
- Świat Gier Komputerowych (pl) (Pologne)

## T
- Théoric (fr) (France)
- Tilt (fr) (France)
- Tips and Tricks (en) (États-Unis)
- Top Consoles (fr) (France)
- Total! (en) (Royaume-Uni)
- Total Cube (fr) (France)
- Total Jeux vidéo (fr) (France)
- Total Play (fr) (France)

## U
- Ultra 64 (fr) (France)

## V
- Video and Computer Gaming Illustrated (en) (États-Unis)
- Video Games (de) (Allemagne)
- VideoGames and Computer Entertainment (en) (États-Unis)
- VideoGamer (fr) (France)
- VideoGamer Retro (fr) (France)
- Video and Computer Gaming Illustrated (en) (États-Unis)

## W
- Wakfu Mag (fr) (France)

## X
- X64 (fr) (France)
- XBM (en) (Royaume-Uni)
- XBM (fr) (France)
- Xbox, le magazine officiel (fr) (France)
- Xbox 360, le magazine officiel (fr) (France)
- Xbox World (en) (Royaume-Uni)

## Y
- Your Computer (en) (Royaume-Uni)
- Your Sinclair (en) (Royaume-Uni)

## Z
- Zzap!64 (en) (Royaume-Uni)